# Garmin
Garmin Ltd. е производител на GPS навигационна техника и умни часовници. GPS приемниците (навигаторите) на Garmin са предназначени за различни сфери на приложение, включително автомобилно, авиационно, морско, туристическо и спортно оборудване, както и оборудване за безжични приложения.

## Действие по света
Garmin оперира в няколко други страни освен Великобритания, САЩ и Тайван. Нейни поделения са Formar (Белгия), Garmin AMB (Канада), Belanor (Норвегия), Trepat (Испания) и Garmin-Cluj (Румъния).

## История
Компанията е основана през 1989 г. в град Ленеха (САЩ), а главният офис се намира в Олейте (Olathe), щата Канзас. От 2010 г. компанията е регистрирана в Шафхаузен, Швейцария.
Основатели на компанията са Гари Бърел (на английски: Gary Burrell) и Мин Као (на английски: Dr. Min Kao), инженери, като названието на компанията е съставено от части от имената им. Идеята за създаването възниква у основателите през 1989 г. За няколко години предприятието се развива до световноизвестна компания, щатът на която наброява няколко хиляди служители.
От 2009 г. съществува стратегически алианс между Garmin Ltd. и тайванската ASUSTeK Computer Inc., в рамките на който под бранда Garmin-Asus на пазара са пуснати смартфони и комуникатори (PDA phone) nüvifone. За 2 години са произведени 6 модела такива устройства. На 26 октомври 2010 г. е обявено, че съвместният бизнес модел е преразгледан и че нови продукти под бранда Garmin-Asus повече няма да има.
От 2011 г. компанията Garmin започва продажби на навигатори с функция за получаване на координати от GPS/GLONASS.
Гамата Fenix, като Fenix 6, пусната през август 2019 г., е по-надеждна, мултиспортна гама, която предлага и модел за зареждане със слънчева енергия .
През юни 2021 г. компанията Garmin представя нов модел часовник за бегачи Forerunner 945 LTE, който получава възможността да се включва към мрежи LTE без смартфон.
През юни 2021 г. компанията Garmin представя базовия часовник за бягане („личен треньор“) Forerunner 55.
На 18 януари 2022 г. е представена флагманската линия Garmin Fenix 7.